# Teoria de l'aferrament
La teoria de l'aferrament és una teoria psicològica, evolutiva i etològica sobre les relacions entre humans. El principi més important és que els nens petits han de desenvolupar una relació amb almenys un cuidador principal per al desenvolupament social i emocional normal. La teoria va ser formulada pel psiquiatre i psicoanalista John Bowlby.
Dins de la teoria de l'aferrament, el comportament infantil associat amb l'aferrament és principalment la recerca de la proximitat a una figura de protecció i de vincle afectiu en situacions d'estrès i que cobreixen les seves necessitats bàsiques, donant així una seguretat emocional. Els nadons s'adhereixen als adults que són sensibles i que responen en les interaccions socials amb ells, i que romanen com a cuidadors constants durant el període d'uns sis mesos als dos anys d'edat. Les respostes dels pares o cuidadors porten al desenvolupament de patrons d'aferrament; aquests, al seu torn, condueixen a models de treball interns que guiaran els sentiments, pensaments i expectatives de l'individu en les relacions posteriors. L'ansietat o el dolor per separació després de la pèrdua d'una figura d'aferrament es considera una resposta normal i adaptativa per a un nadó vinculat. Aquests comportaments poden haver evolucionat perquè augmenten la probabilitat de supervivència del nen.
La investigació de la psicòloga del desenvolupament Mary Ainsworth als anys 60 i 70 va apuntalar els conceptes bàsics, va introduir el concepte de "base segura" i va desenvolupar una teoria d'una sèrie de patrons d'aferrament en els nadons: aferrament segur, aferrament evasiu i aferrament ansiós. Més tard es va identificar un quart patró, l'aferrament desorganitzat. A la dècada de 1980, la teoria es va estendre a l'aferrament en adults. Es pot interpretar que altres interaccions inclouen components del comportament d'aferrament; aquestes inclouen les relacions entre iguals a totes les edats, l'atracció romàntica i sexual i les respostes a les necessitats d'atenció dels infants malalts i dels ancians.

## Concepte d'aferrament
El vincle es crea generalment amb la mare i el pare, les anomenades figures d'aferrament, però també es pot donar amb altres membres de la família, educadors o altres vetlladors. Establir un llaç emocional amb alguns membres de la pròpia espècie és una necessitat de primer ordre per a l'ésser humà; es tracta d'una conducta universal, tot i que poden variar les seves expressions i manifestacions en funció de la cultura.
La figura d'aferrament constitueix una base segura per al nadó, que li permet allunyar-se per explorar i conèixer l'entorn, ja que sap que podrà retornar a aquesta si ho necessita. Es tracta de persones especials a la vida de tot ésser humà, que alleugen durant els moments d'angoixa, i amb les quals es busca la proximitat i un contacte sòlid per compartir també l'alegria i el plaer.
És, un mecanisme innat pel qual el nen busca seguretat. Les conductes de vinculació, es fan més rellevants en aquelles situacions que el nen percep com més amenaçant (malalties, caigudes, separacions, baralles amb altres nens ….). Plorar és un dels principals mecanismes pels quals es produeix el reclam de la figura de vinculació.

## Antecedents històrics del concepte d'aferrament
El concepte d'aferrament va evolucionar de la Psicoanàlisi. El primer a desenvolupar una teoria de l'aferrament a partir dels conceptes que va aportar la psicologia del desenvolupament, amb l'objectiu de descriure i explicar perquè els nens es converteixen en persones emocionalment aferrades als seus primers cuidadors, així com els efectes emocionals que sorgeixen de la separació, va ser John Bowlby, qui intenta barrejar els conceptes provinents de l'etologia, la psicoanàlisi i la teoria de sistemes per explicar el lligam emocional del fill amb la mare (Yarrow, 1972; citat per Aizpuru, 1994). D'aquesta manera, Bowlby (1985; 1998) defineix l'aferrament com "la conducta que redueix la distància de les persones o objectes que subministrarien protecció" Des d'aquesta perspectiva, la conducta d'aferrament sembla un component més d'entre les heterogènies formes de conducta comunes classificades dins la categoria de conducta dictada per la por. Sroufe i Waters (1977) descriuen l'aferrament com "un llaç afectiu entre el nen i els que el cuiden i un sistema conductual que opera de manera flexible un conjunt d'objectius, mediatitzat per sentiments i en interacció amb altres sistemes de conducta". Ortiz Baró i Yarnoz Yaben (1993) assenyalen que "l'aferrament és el llaç afectiu que s'estableix entre el nen i una figura específica, que uneix a tots dos en l'espai, perdura en el temps, s'expressa en la tendència estable a mantenir la proximitat i la vessant subjectiva és la sensació de seguretat "(citats per Ortiz i Gutiérrez, 2001).
Yela (2000) diu que la importància de l'establiment d'un vincle amorós fort i confortable entre el nen i una figura d'aferrament, de cara a un desenvolupament òptim de la persona ha estat subratllada tant per etòlegs (qui consideren moltes conductes com bàsicament innates i específiques de l'espècie o d'origen instintiu) com per psicodinàmics i altres psicòlegs de diferents corrents.

## Lateoria etològicade J.Bowlby sobre l'aferrament
Per a John Bowlby, (1907-1990), psicoanalista anglès amb formació etològica, la teoria de l'aferrament és un enfocament etològic del desenvolupament de la personalitat. Per aquest autor, la relació de l'infant amb l'adult s'inicia amb una sèrie de senyals innates que atrauen a l'adult cap al nadó. A partir d'una cura sensible i gràcies a les capacitats emocionals i cognitives que el nadó va adquirint, es consolida un vincle afectiu vertader.
Aquest investigador distingeix quatre fases en la formació del vincle afectiu que considera imprescindible per un desenvolupament normal.

### Desenvolupament de l'aferrament

#### Fase de pre-aferrament
El nadó té preferència pels estímuls humans i en especial pels elements que constitueixen el rostre humà. Es pot dir que des del naixement fins a les sis setmanes existeix l'orientació cap a les persones en general, sense reconeixement de les figures concretes que el cuiden.
En aquesta edat, els nadons reconeixen l'olor i la veu de la mare però no es pot parlar encara d'aferrament, ja que si reben la cura que necessiten es queden tranquils independentment de l'adult que els la proporcioni.

#### Fase de formació de l'aferrament
Entre les sis setmanes i els 6-8 mesos, el nadó manifesta preferència per les persones que li són familiars i interacciona de forma privilegiada amb elles sense rebutjar encara els desconeguts. La intervenció privilegiada es produeix generalment amb la mare.

#### Fase de l'aferrament ben definit
L'aferrament es fa més evident sent molt fort al voltant dels 2 anys. Ara les conductes d'aferrament es configuraran al voltant del desenvolupament evolutiu en 2 àrees concretes: l'emocional i la del desenvolupament físic.
El nen guanya independència gràcies a les seves noves capacitats de locomoció, verbals i intel·lectuals. L'infant ja sap que la mare continua existint encara que no estigui amb ella, i es relacionen amb l'adquisició de la noció de la ''permanència d'objecte'' de la qual parla Jean Piaget.

#### Fase de formació d'una relació recíproca
En aquesta fase ja ha elaborat una representació interna del vincle d'aferrament establert i té una sèrie d'expectatives sobre la seva disponibilitat en moments d'estrès, la sensibilitat de la figura d'aferrament al voltant de les seves necessitats i la possibilitat de rebre el seu suport si ho necessita. La formació d'una relació recíproca s'inicia cap als 18 mesos.

## La situació estranya de Mary Ainsworth
L'any 1978 Mary Ainsworth va realitzar una sèrie d'experiments per mesurar la seguretat de l'aferrament, els quals va denominar ''Situació Estranya''. Aquests, pretenien estudiar el comportament d'infants entre 12 i 24 mesos davant la presència d'un estrany, en un entorn desconegut i amb la presència de la mare, o sense, entesa com a figura d'aferrament principal.
Ainsworth partia de la idea que les reaccions de l'infant durant els diferents episodis de l'experiment, en les separacions i els retrobaments amb la mare, eren el reflex del sentiment de seguretat i confiança que l'infant dipositava en la seva mare i una mesura de la qualitat del vincle d'aferrament que havien pogut establir.

### Tipus d'aferrament

#### Aferrament segur
Els infants amb aferrament segur exploren i juguen sense por ni angoixa mentre la mare està amb ells. Es mostren ansiosos durant el primer moment en què la mare surt de l'habitació, busquen el seu contacte i mostren alegria quan la mare retorna. Després del retrobament, tornen a jugar i exploren l'entorn. Entre un 65 i un 70% dels infants presenten aquest tipus d'aferrament.

#### Aferrament evasiu
Aquests infants no fan gaire cas a la mare quan aquesta es troba amb ells, i tampoc ploren. No es mostren inquiets davant els estranys i quan retorna la mare no la busquen. Aproximadament un 20% dels infants manifesten aquest patró de conducta.

#### Aferrament ansiós o d'oposició
Mentre la mare està amb ells, aquests infants busquen la seva proximitat i no juguen ni exploren l'entorn. Quan la mare surt de l'habitació, s'angoixen molt i es mantenen enfadats quan aquesta torna, plorant i sense poder ser consolats fàcilment. Es podria dir que busquen el seu contacte i al mateix temps el rebutgen. Els infants que mostren aferrament d'oposició són aproximadament un 10% del total.

#### Aferrament desorganitzat
Els infants que tenen aquest patró de conducta són els més insegurs i desorientats. Tenen conductes confuses i contradictòries, evitant per exemple a la mare quan hi és, o allunyant-se d'aquesta quan apareix la persona estranya.